# 슈바이처하우스

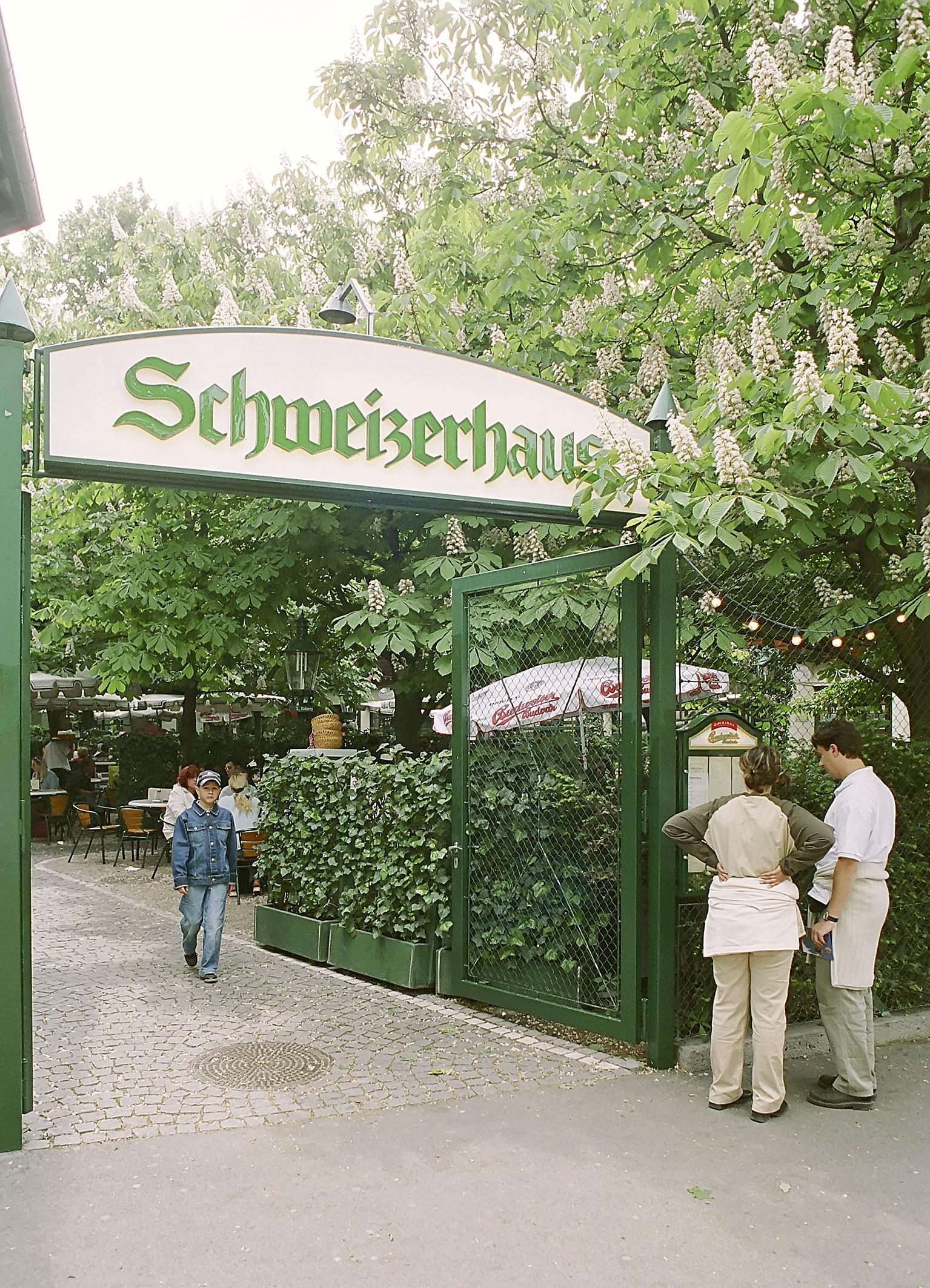
슈바이처하우스의 입구

슈바이처하우스(독일어: Schweizerhaus)는 오스트리아 빈에 위치한 레스토랑이다.